# Jens Schumacher (Fußballspieler)
Jens Schumacher (* 29. Januar 1963) ist ein ehemaliger deutscher Fußballspieler. Von 1981 bis 1983 spielte er für die Betriebssportgemeinschaft (BSG) Sachsenring Zwickau in der DDR-Oberliga, der höchsten Liga im DDR-Fußball.

## Sportliche Laufbahn
1976 begann Jens Schumacher seine Fußballkarriere in der Nachwuchsabteilung von Sachsenring Zwickau. Zur Saison 1980/81 wurde er in den Kader der Nachwuchsoberligamannschaft aufgenommen. Er bestritt etwa 18 der 26 Punktspiele, von denen er jedoch nur acht Partien über die volle Spieldauer absolvierte. Er wurde stets als Stürmer eingesetzt und erzielte zwei Tore. Für die Spielzeit 1981/82 wurde Schumacher in die 1. Mannschaft aufgenommen, kam aber erst am 11. Spieltag zu seinem ersten Oberligaeinsatz und wurde erst wieder zum Saisonende in sechs weiteren Oberligaspielen aufgeboten. Darunter waren drei 90-Minuten-Einsätze. Bis auf eine Partie als Mittelfeldspieler stand er stets in der Sturmreihe. Seinen Durchbruch zum Stammspieler schaffte Schumacher in der Saison 1982/83. Zwar war er in der Hinrunde noch viermal Einwechselspieler, danach war er ununterbrochen als Stürmer im vollen Einsatz und kam bei insgesamt 21 Spielen auf vier Torerfolge. Die BSG Sachsenring stieg aus der Oberliga ab und musste zwei Spielzeiten lang in der DDR-Liga antreten.
Schumachers Start in der Zweitklassigkeit war wenig erfolgreich. Zwar schoss er beim ersten Punktspiel gleich zwei Tore, denen am 7. Spieltag ein Hattrick folgte, doch kam er nur in den ersten elf Ligaspielen der Saison zum Einsatz. Darunter waren nur fünf Vollzeiteinsätze. Erst in der Oberligaaufstiegsrunde, die die BSG Sachsenring als Staffelsieger erreicht hatte, kam Schumacher noch im letzten Spiel als Einwechsler wieder in die Mannschaft, die den Aufstieg jedoch verpasste. Auch in der folgenden Saison 1984/85 wurden die Zwickauer wieder Staffelsieger und stiegen, da die DDR-Liga von fünf auf zwei Staffeln reduziert worden war, dieses Mal auf direktem Wege wieder in die Oberliga auf. Schumacher war daran jedoch nur mit drei Punktspieleinsätzen beteiligt, denn er verletzte sich bereits am zweiten Spieltag und kam danach nur noch einmal zum Einsatz. In seine dritte Oberligasaison 1985/86 ging Schumacher wieder genesen, doch bei seinen 17 Saisonspielen war er nur zweimal über 90 Minuten auf dem Feld. In der Regel als Stürmer spielend, kam er zu drei Punktspieltoren.
Nachdem Sachsenring Zwickau umgehend wieder aus der Oberliga abgestiegen war, gehörte Ralf Schumacher 1986/87 nicht mehr zum Kader der der BSG und spielte überhaupt nicht im höherklassigen Fußball. Erst zur Spielzeit 1987/88 erschien er dort wieder, nun als Spieler beim Oberligisten BSG Wismut Aue. Dort kam es aber nur zu einem Oberligaeinsatz. Am 10. Spieltag wurde er im Heimspiel gegen die BSG Stahl Riesa bei der 2:3-Niederlage in der 69. Minute für den Mittelfeldspieler Matthias Weiß eingewechselt. Laut Pressemeldungen wechselte Jens Schumacher zur Saison 1988/89 zur BSG Wismut Gera, bei der er aber nie in der Ligaelf zum Einsatz kam. Später verschwand er ganz aus dem oberen Ligenbereich.